# MaK G 762 C
Die Lokomotive MaK G 762 C ist eine dieselhydraulische Lokomotive, die von der  Maschinenbau Kiel (MaK) gebaut wurde. Sie war die erste Bauart des 3. Typenprogramms der MaK, das ab 1977 angeboten wurde. Gemeinsam war diesem Programm, dass nicht mehr auch im Schiffbau verwendete langsamlaufende Motoren aus eigener Produktion, sondern schnelllaufende Fremdmotoren eingebaut wurden, bei diesem Modell von MTU. Auch waren die Führerhäuser aus Sicherheitsgründen nicht mehr direkt vom Boden, sondern nur über den Umlauf erreichbar. Die MaK G 762 C hat drei im Rahmen sitzende Achsen, die über Gelenkwellen angetrieben werden. Sie hat eine Leistung von 600 kW und damit gut 100 kW mehr als die gleichzeitig gebaute MaK G 761 C. Sie erreicht eine maximale Geschwindigkeit von bis zu 55 km/h. Ihre Dienstmasse beträgt 66 t, der Tankinhalt 1.500 l.
Die MaK G 762 C wurde zwischen 1977 und 1979 in nur drei Exemplaren gebaut. Zwei gingen an die Krupp Stahl AG und sind heute bei der Dortmunder Eisenbahn (DE). Eine ging an die Solvay AG.